# Semiothisa distans
Semiothisa distans là một loài bướm đêm trong họ Geometridae.